# Ligne de tramway 276
La ligne 276 d'après son numéro de tableau horaire est une ancienne ligne de tramway du Groupe d'Itegem de la Société nationale des chemins de fer vicinaux (SNCV) qui a fonctionné entre le 25 juillet 1908 et le 22 février 1943.

## Histoire
La concession du capital 148 Malines - Aarschot est accordée le 20 janvier 1906. La première partie de la ligne est mise en service deux ans plus tard le 25 juillet 1908 entre Malines-Nekkerspoel et Rijmenam (nouvelle section Malines Pasbrug - Rijmenam, capital 148), entre Nekkerspoel et le Pasbrug, la voie existante de la ligne 281 Malines - Heist-op-den-Berg construite à l'écartement du Cap (1 067 mm) est mise à double écartement pour être compatible avec la nouvelle ligne construite à l'écartement métrique (1 000 mm). L'exploitation est confiée à la Société anonyme pour l'exploitation des Chemins de Fer Vicinaux et Tramways (VT),.
En 1909, la ligne est prolongée par deux fois, le 1er mai vers Keerbergen et le 14 août vers Tremelo (nouvelles sections, capital 148),.
Le 18 septembre 1910, elle est prolongée de Tremelo à Aarschot (nouvelle section Tremelo - Betekom jonction avec la ligne 305/2, capital 148),.
Le 17 novembre 1911, les lignes 276 et 281 sont prolongées de Malines-Nekkerspoel à la gare de Malines par une nouvelle section (capital 12) construite à double écartement (1 000 mm et 1 067 mm).
Au cours de la Première Guerre mondiale, les voies de la ligne sont démontées par l'occupant en juillet 1916, la ligne est réouverte le 30 juillet 1920 entre Malines et Tremelo et le 18 juillet 1921 entre Tremelo et Aarschot,.
2 août 1931 : limitation de Malines à Rijmenam et reprise de cette section par la nouvelle ligne électrique T Malines - Rijmenam.
5 juin 1938 : limitation de Rijmenam à Keerbergen Station et reprise de cette section par la ligne électrique T.
La ligne est démontée par l'occupant durant la Seconde Guerre mondiale le 22 février 1943, la section Tremelo - Keerbergen sera reconstruite après-guerre avec un tracé différent et sera intégrée dans la ligne 305/2,. Sur la section Tremelo - Aarschot, le service est remplacé après-guerre par une ligne d'autobus (tableau 797).

## Exploitation

### Horaires
Tableaux :
- 276 en 1931, numéro partagé avec le service électrique[7].